# Registered Jack

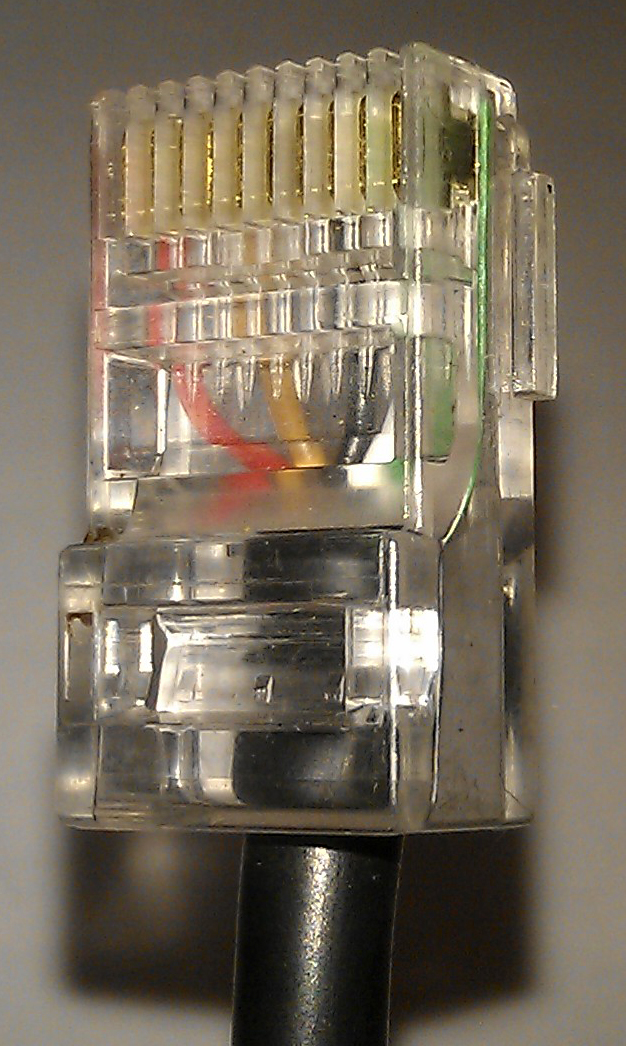
Штекер типа 10P10C с ключом (выступ на штекере, параллельный зелёной жиле)

Registered Jack (RJ, по-английски читается «ар-джей») — стандартизированный физический сетевой интерфейс, включающий описание  конструкции обеих частей разъёма («вилки» и «розетки») и схемы их коммутации. Используется для соединения телекоммуникационного оборудования. К таким стандартам относятся RJ-11, RJ-14, RJ-25,  RJ-45S и другие. 
Зачастую названия стандартов ошибочно используются для обозначения разъёмов, в том числе модульных.

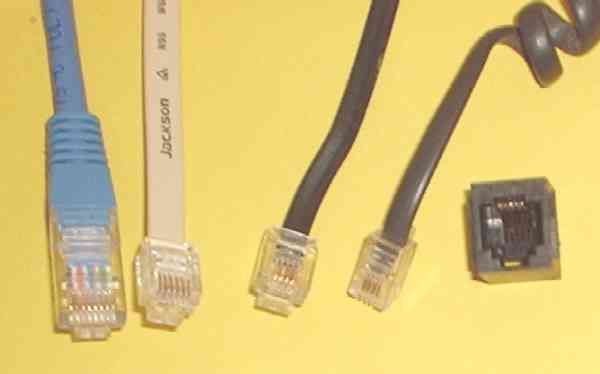
Слева направо: виды штекеров:
- 8P8C — 8-контактный, это основной штекер, используемый при организации ЛВС;
- 6P6C — 6-контактный, используется RJ-25;
- 6P4C — 4-контактный, используется RJ-14, также часто используется вместо 6P2C в RJ-11;
- 4P4C — 4-контактный, используется для подключения телефонных трубок в «RJ-9».
- Средние два штекера (6P6C и 6P4C) могут быть вставлены в одну и ту же стандартную 6-контактную розетку (крайняя справа)

## История
В начале 1970-х годов компания Bell System, столкнувшись со спросом на несколько телефонных аппаратов в жилых домах с разной длиной шнура, представила наборы деталей и телефонов, которые можно было подключать к розеткам, продававшиеся через магазины PhoneCenter. С этой целью в июне 1972 года компания Illinois Bell начала устанавливать модульные телефонные аппараты в ограниченном масштабе. Рассматриваемые в данной статье стандарты Registered Jack были первоначально разработаны и запатентованы компанией Bell Labs в 1975 году для возможности унификации используемых разъёмов и упрощения работ при подключении оконечного оборудования. Патентованный разъём стал основой для модульных пластиковых разъёмов, которые к 1980-м годам стали обычным явлением для телефонных шнуров. В 1976 году эти разъёмы были стандартизированы на национальном уровне в Соединённых Штатах в рамках программы Registration Interface Федерального агентства по связи США (FCC), которая определила ряд спецификаций Registered Jack (RJ) для подключения оборудования абонентов к телефонных сетях PSTN.
Зарегистрированные разъёмы пришли на смену защитным муфтам, которые предоставлялись исключительно телефонной компанией. Новые модульные разъёмы были намного меньше и дешевле в производстве, чем более ранние и громоздкие разъёмы, которые использовались в Bell System с 1930-х годов. Bell System выпустила спецификации для модульных разъёмов и их подключения в виде универсальных кодов заказа на обслуживание (USOC), которые были единственными стандартами в то время. Крупные заказчики телефонных услуг обычно используют USOC для указания типа подключения и, при необходимости, назначения контактов при оформлении заказов на обслуживание у сетевого провайдера.
Когда в 1980-х годах телефонная индустрия США была реформирована для развития конкуренции, спецификации подключения стали федеральным законом, изданным Федеральной комиссией по связи и закреплённым в Своде федеральных постановлений (СФП), раздел 47 CFR, часть 68, подраздел F, заменён T1.TR5-1999.
В январе 2001 года FCC делегировала ответственность за стандартизацию подключений к телефонной сети новой частной отраслевой организации, Административному совету по терминальному оборудованию (ACTA). Для этого делегирования FCC удалила подраздел F из CFR и добавила подраздел G. ACTA черпает свои рекомендации по подключению терминалов из стандартов, опубликованных инженерными комитетами Ассоциации телекоммуникационной индустрии (TIA). ACTA и TIA совместно опубликовали стандарт TIA/EIA-IS-968, заменивший информацию CFR.
В TIA-968-A, текущей версии этого стандарта, подробно описаны физические аспекты модульных разъёмов, но не проводка. Вместо этого TIA-968-A включает в себя стандарт T1.TR5-1999 «Каталог конфигурации проводки сетевых и клиентских интерфейсных разъёмов» в качестве ссылки. С публикацией стандарта TIA-968-B описания разъёмов были перенесены в стандарт TIA-1096-A. Зарегистрированное название разъёма, например RJ11, по-прежнему идентифицирует как физические разъёмы, так и проводку (распиновку) для каждого применения.

## Основные виды стандартов
Зарегистрированные интерфейсы были впервые определены в системе Кодекса заказа универсальных услуг (USOC) Bell System в Соединенных Штатах для соответствия программе регистрации телефонного оборудования, поставляемого заказчиком, утвержденной Федеральной комиссией связи в 1970-х годах. Впоследствии, в 1980 году, они были кодифицированы в разделе 47 Кодекса федеральных правил, Часть 68. Спецификация включает физическую конструкцию, проводку и семантику сигнала. Соответственно, зарегистрированные разъёмы называются буквами RJ, за которыми следуют две цифры, обозначающие тип. Дополнительные буквенные суффиксы указывают на незначительные вариации. Например, RJ11, RJ14 и RJ25 являются наиболее часто используемыми интерфейсами для телефонных подключений для однолинейной, двухлинейной и трехлинейной связи соответственно. Хотя эти стандарты являются юридическими определениями в Соединенных Штатах, некоторые интерфейсы используются по всему миру. В таблице приведены основные виды используемых стандартов.
| Название стандарта | Тип разъёма    | Описание |
| ------------------ | -------------- | --- |
| RJ-9               | 4P4C           | Четырёхжильный провод. Используется для подключения трубок телефонных аппаратов (на витых шнурах), ширина — 7,5 мм |
| RJ-11              | 6P2C 6P4C 6P6C | Двухжильный провод. Используется для подключения двухпроводных телефонных аппаратов (RJ-11, RJ−14, RJ−21, RJ−25), ширина несколько больше, чем у т.н. «RJ-9» — 9,5 мм |
| RJ-14              | 6P4C 6P6C      | Четырёхжильный провод]. Используется для подключения четырёхпроводных телефонных аппаратов |
| RJ-21              | 50-контактный  | Используется для соединения АТС или другого телекоммуникационного оборудования, может называться разъём «Telco» или «Amphenol» |
| RJ-25              | 6P6C           | Шестижильный провод. Используется для подключения шестижильных телефонных аппаратов |
| RJ-45S             | 8P4C с ключом  | Четырёхжильный провод. Используется для подключения модемов |
| RJ-34X             | 8P8C           | Аналогичен RJ33X, но все выводы подключены за линейной схемой. |
| RJ-35X             | 8P8C           | Эта компоновка обеспечивает последовательное соединение наконечника и кольца с любой линией, выбранной в ключевом телефонном аппарате, плюс мостовой провод A и A1. |
| RJ-33X             | 8P8C           | Эта проводка обеспечивает последовательное и кольцевое соединение линии KTS перед линейной схемой, поскольку зарегистрированное оборудование требует вызова CO / PBX и мостового соединения выводов A и A1 из-за линейной цепи. Подсказка и кольцо являются единственными жилами, открытыми при вставке CPE-штекера. Типичное использование - для автоматических дозвонщиков и ограничителей вызовов. |
| RJ-32X             | 8P8C           | Подобно RJ31X, эта проводка обеспечивает последовательное соединение наконечника и кольца через соединительный блок, но используется, когда оборудование для помещений клиента подключается последовательно с одной станцией, например, автодозвон. |
| RJ-31X             | 8P8C           | Позволяет системе охранной сигнализации использовать телефонную линию для выполнения исходящего вызова во время тревоги. Джек находится ближе к сетевому интерфейсу, чем всё другое оборудование. Используются только четыре жилы. |
| RJ-49C             | 8P8C           | для ISDN BRI через NT1 |
| RJ-61X             | 8P8C           | для четырёх телефонных линий |
| RJ-50              | 10P10C         | Десятижильный провод. Используется в ИБП American Power Conversion и Eaton Corporation |

Многие основные имена имеют суффиксы, указывающие на подтипы:
- C: скрытое или поверхностное крепление
- F: гибкое крепление
- W: настенное крепление
- L: крепление для лампы
- S: однострочный
- M: многострочный
- X: сложный джек

Например, RJ11 бывает двух видов: RJ11W — это разъём, на который можно повесить стационарный телефон, а RJ11C — это разъём, в который вставляется шнур. Шнур можно вставить и в RJ11W.

## Путаница в названиях
С этими стандартами связана путаница. Шестиместный разъём 6P6C, часто применяемый в телефонии, может быть использован стандартами RJ-11, RJ-12, RJ-14 и RJ-25. RJ-11 предполагает двухжильное соединение, RJ-14 — четырёхжильное, а RJ-12 и RJ-25 используют все шесть жил.

### RJ-45
Термин «RJ-45» ошибочно употребляется для именования разъёма 8P8C, который используется для построения ЛВС, в то время как стандарт RJ-45 (точнее, RJ45S) использует разъём 8P4C с ключом, который физически несовместим с разъёмом 8P8C. Ошибочное употребление термина «RJ-45» вызвано, вероятно, тем, что стандарт RJ-45S не получил широкого применения, а также внешним сходством разъёмов.

## Разводка шестиместного разъёма
| Контакт | RJ25          | RJ14          | RJ11          | Пара | T/R | ± | Цветовая кодировка | Устаревший | RJ25              | RJ14              | RJ11              |
| ------- | ------------- | ------------- | ------------- | ---- | --- | - | ------------------ | ---------- | ----------------- | ----------------- | ----------------- |
| 1       | Pair 4 Wire 1 |               |               | 3    | T   | + | белый/зелёный      | оранжевый  | Pair 4 Wire 1     |                   |                   |
| 2       | Pair 2 Wire 1 | Pair 2 Wire 1 |               | 2    | T   | + | белый/оранжевый    | чёрный     | Pair 2 Wire 1 Old | Pair 2 Wire 1 Old |                   |
| 3       | Pair 1 Wire 2 | Pair 1 Wire 2 | Pair 1 Wire 2 | 1    | R   | - | синий              | красный    | Pair 1 Wire 2 Old | Pair 1 Wire 2 Old | Pair 1 Wire 2 Old |
| 4       | Pair 1 Wire 1 | Pair 1 Wire 1 | Pair 1 Wire 1 | 1    | T   | + | белый/синий        | зелёный    | Pair 1 Wire 1 Old | Pair 1 Wire 1 Old | Pair 1 Wire 1 Old |
| 5       | Pair 2 Wire 2 | Pair 2 Wire 2 |               | 2    | R   | - | оранжевый          | жёлтый     | Pair 2 Wire 2 Old | Pair 2 Wire 2 Old |                   |
| 6       | Pair 3 Wire 2 |               |               | 3    | R   | - | зелёный            | синий      | Pair 3 Wire 2     |                   |                   |

## Разводка четырёхместного разъёма
| Контакт | RJ9 | T/R | ± | Цветовая кодировка | Цветовая кодировка |
| Контакт | RJ9 | T/R | ± | (совр.)            | Устаревш.          |
| 1       | X   | R   | + | белый/оранжевый    | жёлтый             |
| 2       | X   | R   | – | оранжевый          | зелёный            |
| 3       | X   | T   | – | зелёный            | красный            |
| 4       | X   | T   | + | белый/зелёный      | чёрный             |

## Комментарии
1. ↑  Обозначение хPyC расшифровывается: xP — количество позиций (направляющих для жил) в разъёме, yC — количество контактов в разъёме.
2. ↑  Стандарта RJ9 не существует; это сленговое название.
3. ↑  Стандарта RJ12 не существует; исторически сложилось, что обычно под этим обозначением имеют в виду шестиконтактные вилки, правильно называемые RJ-25. Они применяются для шестипроводных системных телефонов, которые встречаются нечасто (в основном они четырёхпроводные).